# Kalle Anka försvinner
Kalle Anka försvinner (engelska: The Vanishing Private) är en amerikansk animerad kortfilm med Kalle Anka från 1942.

## Handling
Menige Kalle Anka har fått jobb som kamouflagemålare på militärbasen. Han har blivit beordrad av sergeant Svarte Petter att måla en stor kanon. Kalle målar kanonen i glada färger. Detta uppskattas inte av Petter, som menar att den inte ska synas. I ett försök att göra Petter nöjd målar Kalle kanonen med en färg som gör den osynlig. Detta gör Petter arg och Kalle råkar hamna i färgen och själv bli osynlig. Då börjar en katt och råtta lek mellan Kalle och den arga Petter.

## Om filmen
Filmen hade svensk premiär den 30 oktober 1944 på biografen Spegeln i Stockholm.

## Rollista
- Clarence Nash – Kalle Anka
- Billy Bletcher – Svarte Petter
- John McLeish – general[6]